# Legzira

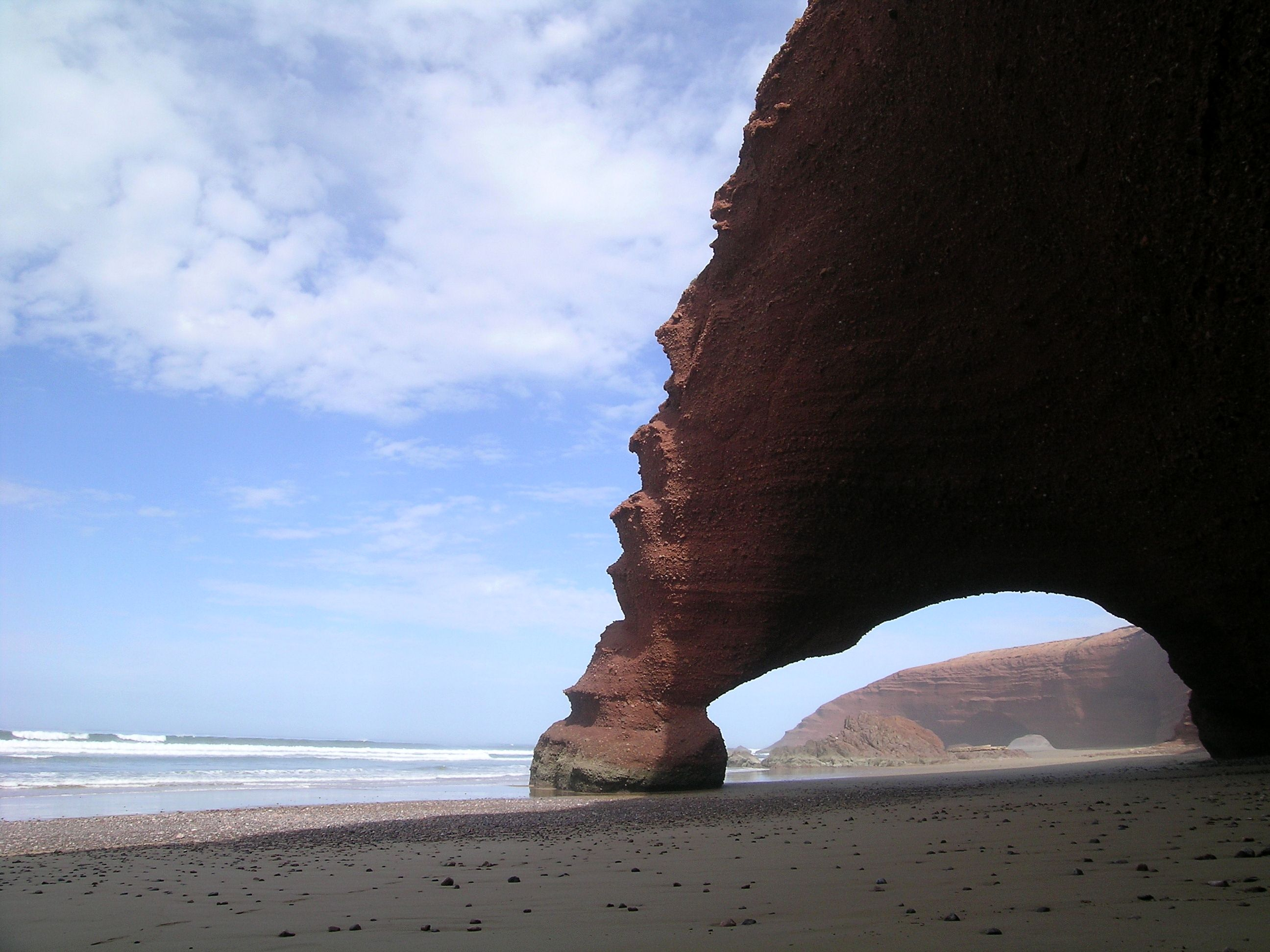
Klif na plaży Legzira

Legzira – marokańska dzika plaża, znajduje się w miasteczku Tioughza pomiędzy miastami Tiznit i Sidi Ifni, około 150 km na południe od Agadiru i 10 km na północ od Sidi Ifni. Jej krajobraz i fale stanowią atrakcję dla turystów oraz surferów.
W marcu 2014 magazyn La Nouvelle Tribune umieścił ją wśród dwunastu najlepszych plaż w Maroku.
Jeden z łuków klifowych zapadł się 23 września 2016 wskutek naturalnej erozji.